# Angels (canción de Within Temptation)
Para la canción de Robbie Williams, véase Angels (canción de Robbie Williams).
«Angels» es el tercer sencillo del álbum The Silent Force de la banda de metal sinfónico Within Temptation.

## Información
Muchos fanes preferían una canción como "Jillian (I'd Give My Heart)" o "Aquarius", pero finalmente se sacó esta como sencillo. La canción tiene un video, el cual se filmó en Almería, España.

## Video musical
El video musical de «Angels» es muy explícito: Inicia con un hombre ya de edad, que por su vestimenta se puede ver que es un sacerdote, conduciendo un automóvil en medio de un desierto donde la vocalista de la banda (Sharon) aparece desmayada en el asiento del copiloto. En el momento que la banda empieza a tocar se ven escenas de como Sharon fue dejada en ese desierto por otro miembro del grupo y como ella se encuentra con aquel padre, quien al final descubre que es un criminal que se disfraza de varios personajes inofensivos (Un payaso, un doctor, un obrero, un padre) para engañar a sus víctimas, quienes son exclusivamente mujeres.
Habiendo descubierto esto en su casa, el hombre duerme a Sharon con cloroformo, y la va a enterrar en un lugar del desierto donde siempre desaparece a sus víctimas. En ese instante, toda la banda aparece (Incluso Sharon, pero con alas de ángel)y tras acorralar al hombre, de la tierra surgen los espíritus de sus víctimas en forma de ángeles, para destruirlo.
El video termina con todos los integrantes de la banda asechando a (al parecer) otro criminal, y al igual que en el inicio del video, Sharon es llevada en la motocicleta de uno de sus compañeros hacia él internándose en el desierto, pues ella es un ángel dedicada a destruir estos criminales.

## Compilaciones

### Sencillo Radio Promocional
1. "Angels (Radio Edit)" 3:38

### Sencillo Estándar
1. "Angels" 4:00
2. "Say My Name" 4:04

### Edición EP Limitada
1. "Angels" 4:00
2. "Say My Name" 4:04
3. "Forsaken (Live)" 4:57
4. "The Promise (Live)" 8:02
5. "Angels (Live)" 4:07

### Edición Especial DVD

#### CD
1. "Angels" 4:00
2. "Say My Name" 4:04
3. "Forsaken (Live)" 4:57
4. "The Promise (Live)" 8:02
5. "Angels (Live)" 4:07

#### DVD
1. "The Promise - Live in 013, Tilburg and Paradiso, Amsterdam"
2. "Angels - Live in 013, Tilburg and Paradiso, Amsterdam"
3. "Forsaken - Live in 013, Tilburg and Paradiso, Amsterdam"
4. "Angels - Videoclip" (videoclip)
5. "Within Temptation in Dubai" (en tour)

- Datos: Q2581112